# La Isla, Chiapas
La Isla är en ort i Mexiko.   Den ligger i kommunen Pantelhó och delstaten Chiapas, i den sydöstra delen av landet, 800 km öster om huvudstaden Mexico City. La Isla ligger 819 meter över havet och antalet invånare är 213.
Terrängen runt La Isla är kuperad åt sydost, men åt nordväst är den bergig. Runt La Isla är det ganska tätbefolkat, med 129 invånare per kvadratkilometer. Närmaste större samhälle är Yajalón, 10,9 km nordost om La Isla. Omgivningarna runt La Isla är en mosaik av jordbruksmark och naturlig växtlighet.